# Haris Iunicev
Haris Iunicev (n. 7 august 1931, Soci, RSFS Rusă, URSS – d. 12 februarie 2006, Moscova, Rusia) a fost un înotător ce a reprezentat Uniunea Republicilor Sovietice Socialiste, medaliat olimpic. A participat la o ediție a Jocurilor Olimpice (1956) în care a câștigat o medalie de bronz.

## Participări
Lista de mai jos prezintă principalele competiții la care a participat Haris Iunicev de-a lungul carierei.
- swimming at the 1956 Summer Olympics – men's 200 metre breaststroke[*]